# .345 Winchester Self-Loading

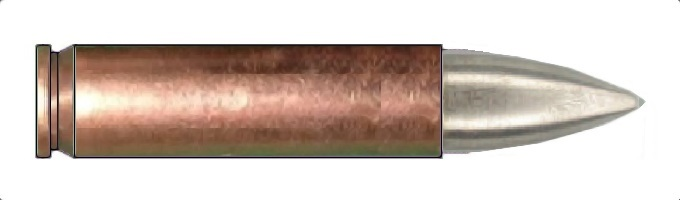
Набій .345 Winchester Self-Loading.

.345 Winchester Self-Loading (.345 WSL / .345 Winchester Machine Rifle) або 8.8x34mm WSL — безфланцевий, гвинтівковий набій «циліндричної» форми, створений в 1917 році компанією Winchester Repeating Arms Company.
Його розробили для авіації, але існувала також альтернативна зброя з багнетом для використання у сухопутних військах. Набій використовували в гвинтівці Winchester-Burton Machine Rifle, яка також відома як Winchester Model 1917 розроблена Френком Ф. Бертоном. Зберіглось мало документації про цю зброю, але скоріш за все її розробили для боротьби з аеростатами.

## Історія

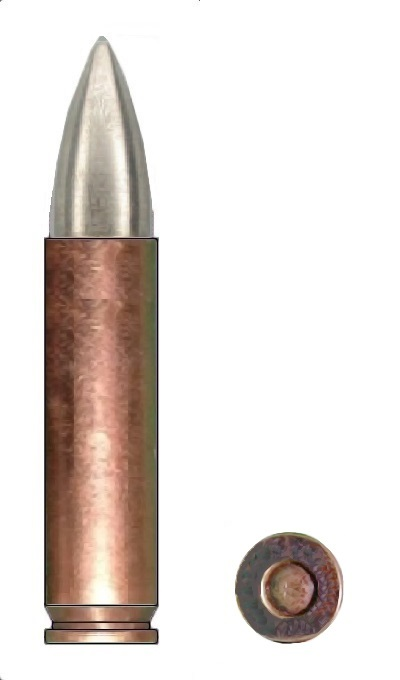
Набій .345 Winchester Self-Loading.

З початку Першої світової війни обидві сторони використовували аеростати для спостереження. Ці статичні кулі надували воднем, а тому пілоти з обох сторін намагалися їх атакувати, тому для захисту аеростатів використовували зенітні батареї та патрульні винищувачі.
Було з'ясовано, що звичайні боєприпаси були не ефективні проти цих аеростатів, а тому шукали нові боєприпаси для боротьби з ними. В 1916 році французький офіцер Ів Пріор створив ракетну систему з електричним живленням, але її далекобійність була обмежена. В 1917 році почали розробляти трасуючі та запальні боєприпаси для боротьби з аеростатами.
Щоб задовольнити ці потреби Френк Ф. Бертон з компанії Winchester розробив "Burton Light Machine Rifle", гвинтівку з перемикачем вогню, з можливістю вибору швидкострільності для використання у розвідувальних літаках. Перша робоча версія була готова в 1917 році.   Для цієї гвинтівки він адаптував набій .351 WSL, зробивши безфланцевий набій з гостроносою запалювальною кулею, в результаті з'явився набій .345 Winchester Self-Loading.

## Параметри

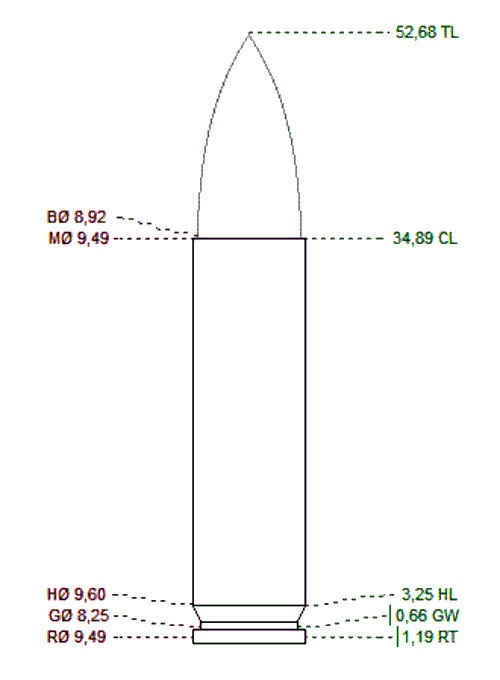